# Partito Nazionale Rivoluzionario
il Partito Nazionale Rivoluzionario dell'Afghanistan (In pashtu: حزب انقلاب ملی Hezb Enqilab Mile) è stato un Partito politico della Repubblica dell'Afghanistan, fondato nel 1974 dal presidente Mohammed Daud Khan che aveva preso il controllo del paese da suo cugino, il re Mohammed Zahir Shah, in un sanguinoso colpo di stato il 17 luglio 1973.
Il partito è stato fondato in un tentativo da parte di Mohammed Daud Khan di raccogliere base e sostegno per il suo regime repubblicano, anche per minare il sostegno dei comunisti del partito democratico popolare in Afghanistan, che in realtà lo avevano aiutato a raggiungere il potere nel 1973.
A tal fine il partito ha cercato di essere un'organizzazione ombrello per tutti i movimenti progressisti in Afghanistan e per far raccogliere al partito abbastanza sostegno, in questa ottica tutti i partiti sono stati banditi tranne il seguente partito.
Il partito era guidato da un comitato centrale che comprendeva il generale Ghulam Haidar Rasuli,il ministro della difesa Sayyid Abd Ullah,il ministro delle finanze dr.Abd Ul Majid e il professore Abd Ul Qayyum.
Il partito non sopravvisse alla Rivoluzione di Saur nell'aprile 1978, che fini con la morte di Mohammed Daud Khan e tutta la sua famiglia, il partito venne quindi sostituito dal Partito Democratico Popolare dell'Afghanistan.